# Christoph Dinkel
Christoph Dinkel (* 1963 in Schwäbisch Gmünd) ist ein deutscher evangelischer Theologe.

## Leben
Dinkel studierte evangelische Theologie in Tübingen, Hamburg und Kiel. Nach der Promotion 1996 an der Christian-Albrechts-Universität Kiel mit der Dissertation: Kirche gestalten – Eine Studie zu Schleiermachers Theorie des Kirchenregiments absolvierte er von 1995 bis 1997 das Vikariat in Reutlingen. Von 1997 bis 2000 war er Pfarrer z. A. in Bondorf und Heilbronn. 
Nach der Habilitation 2000 im Fach Praktische Theologie an der Christian-Albrechts-Universität, Kiel, mit der Habilitationsschrift Was nützt der Gottesdienst? – Eine funktionale Theorie des evangelischen Gottesdienstes lehrte er von 2000 bis 2004 als Privatdozent für Praktische Theologie in Kiel. Seit 2000 ist er Pfarrer an der Christuskirche in Stuttgart; 2020 wechselte er an die Johanneskirche am Stuttgarter Feuersee. 
Seit 2004 lehrt er als außerplanmäßiger Professor für Praktische Theologie an der Universität Kiel.

## Schriften (Auswahl)
- Kirche gestalten – Schleiermachers Theorie des Kirchenregiments. Berlin 1996, ISBN 3-11-014943-5.
- Was nützt der Gottesdienst? Eine funktionale Theorie des evangelischen Gottesdienstes. Gütersloh 2002, ISBN 3-579-03480-4.
- Freiheitssphären – Vertrauensräume. Predigten. Stuttgart 2005, ISBN 3-89511-090-6
- (Herausgeber) Im Namen Gottes 1–6 Kanzelreden zu den 6 Perikopenreihen, Radius 2014, ISBN 978-3-87173-330-7 mit Kanzelreden von Wolfgang Huber, Reinhard Höppner, Christoph Kähler, Margot Käßmann, Hans Joachim Schliep, Heidi Abe, Hermann Barth u.a